# ناتان جونیور سوارز دی کاروالیو
ناتان جونیور سوارز دی کاروالیو (به پرتغالی: Nathan Júnior Soares de Carvalho) مهاجم اهل برزیل است که در شهر ریودو ژانیرو و در تاریخ ۱۰ مارس ۱۹۸۹ به دنیا آمده‌است.
ناتان جونیور سوارز دی کاروالیو در تیم‌های فوتبال Skonto Riga سابقهٔ حضور دارد.